# Talensac
Talensac (bretonisch: Talenseg) ist eine französische Gemeinde mit 2.530 Einwohnern (Stand: 1. Januar 2022) im Département Ille-et-Vilaine in der Region Bretagne; sie gehört zum Arrondissement Rennes und zum Kanton Montfort-sur-Meu. Die Einwohner werden Talensacois(es) genannt.

## Geographie
Talensac liegt etwa 20 Kilometer westlich von Rennes. Durch die Gemeinde führt der Fluss Meu, in den hier die Chèze sowie der Serein münden. Umgeben wird Talensac von den Nachbargemeinden Breteil im Norden, Cintré im Osten, Mordelles und Bréal-sous-Montfort im Südosten, Le Verger im Süden, Monterfil im Südwesten, Iffendic im Westen sowie Montfort-sur-Meu im Nordwesten.

## Bevölkerungsentwicklung
| 1962 | 1968 | 1975 | 1982 | 1990 | 1999 | 2006 | 2011 |
| ---- | ---- | ---- | ---- | ---- | ---- | ---- | ---- |
| 886  | 901  | 1083 | 1977 | 2057 | 2044 | 2319 | 2375 |

## Sehenswürdigkeiten
- Menhir Le Grès Saint-Méen
- Kirche Saint-Méen aus dem 19. Jahrhundert
- Herrenhaus von Hunaudière aus dem 16. Jahrhundert
- Reste des alten Schlosses von Bédoyère, 1920 abgebrochen
- Brunnen Saint-Lunaire
- Park Eminescu im Tal des Meu
- See Guern (Étang Guern)